# Pyrrhodexia pyrrhoprocta
Pyrrhodexia pyrrhoprocta là một loài ruồi trong họ Tachinidae.